# Pegmatit
Pegmatit  ali pegmatitska kamnina  je izredno grobozrnata intruzivna magmatska kamnina (globočnina) s sprijetimi kristali, ki so običajno večji od 2,5 cm, nobena posebnost pa niso niti kristali, večji od 1 m. Sestava pegmatitov je lahko enostavna ali kompleksna in lahko vključuje redke minerale,  ki vsebujejo na primer litij, bor, fluor, niobij, tantal, uran in redke zemlje. Pegmatiti so namreč kristalili zadnji iz  najbolj vodnatega zadnjega dela magme, zato vsebuje visoke koncentracije mineralov, ki so v granitih prisotne samo v sledovih.
Velika večina pegmatitov ima granitsko ali alkalno granitsko sestavo. Med minerali prevladujejo kremen, glinenci (ortoklaz, mikroklin in natrijev plagioklaz) in sljude (biotit, muskovit in lepidolit). Sienitski in mafični pegmatiti so redkejši in vsebujejo amfibol, kalcijev plagioklaz, piroksen in druge minerale. Pojavljajo se v prekristaljenih conah in vejah (apofizah) večjih intruzivnih teles.
Kristalne teksture in oblike v pegmatitskih kamninah lahko dosežejo izjemne velikosti in popolnost. Ortoklaz v pegmatitih lahko doseže izredno in popolno dvojčičenje in eksolucijske lamele, če je bila med kristaljenjem prisotna voda pa tudi grafično teksturo s pomešano zraščenim ortoklazom in kremenom. Pertitni ortoklaz znotraj pegmatita ima pogosto pertitsko teksturo, vidno s prostim očesom.

## Petrologija
Za nastanek ogromnih kristalov, ki so zrasli v pegmatitu v omejenem prostoru in izrednem pritisku, kakršen je v Zemljini skorji, so morale biti hitrosti rasti kristalov izjemno velike. Na splošno prevladuje mnenje, da so bili mehanizmi za rast kristalov kombinacija naslednjih procesov:
- Majhne hitrosti nastajanja kristalizacijskih jeder, povezane z visoko difuzivnostjo, so povzročile nastanek majhnega števila velikih kristalov namesto velikega števila majhnih.
- Visok parni in vodni tlak, ki sta izboljšala pogoje za visoko difuzivnost.
- Visoka koncentracija talil, na primer bora in litija, ki so znižala temperaturo strjevanja v magmi ali pari.

Kljub splošnemu soglasju o možnih kemičnih, termičnih in sestavinskih pogojih, ki so potrebni za pospešeno rast pegmatita, obstajajo za njegov nastanek tri glavne teorije:
- Metamorfska teorija: pegmatitne taline nastanejo z odstranjevanjem vode iz metamorfnih kamnin, predvsem iz felzičnega gnajsa. Na ta način so se pri pravi temperaturi sprostile ustrezne sestavine in voda.
- Magmatska teorija:  pegmatiti se nagibajo k nastajanju predvsem v avreolah granitov in so po sestavi pogosto zelo podobni okoliškim granitov. Pegmatiti torej predstavljajo izločeni granitni material, ki je izkristalil v domovinski kamnini.
- Metasomatska teorija: nastanek pegmatita se v nekaj primerih lahko razloži z delovanjem vročih rekočin na maso kamnine, ki je povzročilo obsežne kemijske in tektutne spremembe.

## Mineralogija
V mineralogiji pegmatitov v vseh primerih dominirajo nekatere oblike ortoklazov, pogosto skupaj s sljudo in običajno skupaj s kremenom, ki imajo kot celota granitne lastnosti. Pegmatiti lahko poleg omenjenih mineralov vsebujejo tudi večino mineralov, ki so povezani z granitom in z granitom povezanimi hidrotermalnimi sistemi ter z granitom povezanimi načini mineralizacije, na primer grajzni in  do neke mere s skarni.
Mineralogijo pegmatitov je zaradi njene raznolikosti in težavnega ocenjevanja modalne vsebnosti mineralov, ki so prisotni v samo sledovih,  kljub temu nemogoče enostavno kvantificirati. Težavno je predvsem štetje in vzorčenje zrn mineralov, ki so lahko velika od nekaj centimetrov do nekaj metrov.
V pegmatitih, ki so vdrli v mafične in karbonatne sklade, so pogosto prisotni granati, predvsem almandin in spesartin. Pegmatiti v zahodnoavstralskem kratonu Yilgarn, ki so povezani z  granitnimi kupolami, ki so predrle ultramafične in mafične kamnine, vsebujejo rdeče, oranžne in rjave almandine.
V kratonu Yilgarn so v pegmatitih poleg  spodumena, lepidolita, turmalina  in kasiterita tudi tantalovi in niobijevi minerali kolumbit, tantalit in niobit. Zanje velja, da so tipični metamorfni pegmatiti, ki niso povezani z granitom.

## Geokemija
Pegmatite je zaradi velikih zrn prisotnih mineralov težko ustrezno vzorčiti. Primerki  pogosto tehtajo tudi 50–60 kg in jih je treba pred vzorčenjem primerno zdrobiti. Pegmatiti se zato pogosto karakterizirajo z vzorčenjem posameznih mineralov, potem pa se na osnovi njihove kemije opravijo ustrezne primerjave.
Geokemijsko imajo pegmatiti približno enako sestavo glavnih elementov kot graniti, v združbah z granitskimi globočninami pa je zelo verjetno, da bodo imeli drugačno sestavo mikroelementov. Pegmatiti imajo po navadi večjo vsebnost nezdružljivih elementov, na primer bora, berilija, kalija, litija, urana, torija, cezija itd.
Obogatitev z nezdružljivimi elementi včasih povzroči kristaljenje nenavadnih in redkih mineralov kot so beril, turmalin, kolumbit, tantalit, cinvaldit itd. Med pegmatiti in  prisotnostjo redkih mineralov v večini primerov ni nobene značilne genetične povezave.

## Gospodarski pomen
Pegmatiti pogosto vsebujejo gospodarsko zanimive minerale redkih zemelj in drage kamne, na primer akvamarin, turmalin, topaz, fluorit, apatit in korund ter kositrove in volframove minerale.
Pegmatiti so primarni viri litija (minerali spodumen, litiofilit ali lepidolit) in edini vir cezija (mineral polucit). Surovina za večino svetovne proizvodnje berilija je manj kakvosten beril, ki prav tako izvira iz pegmatitov. Nekateri pegmatiti, najbolj znan rudnik je Greenbushes v Zahodni Avstraliji, vsebujejo tudi tantal, niobij in redkozemeljske elemente. Vsebujejo tudi bizmut, molibden in kositer, vendar njihovo pridobivanje trenutno še ni gospodarsko pomembno.

## Poimenovanje
Pegmatiti se lahko razvrščajo po značilnih elementih ali mineralih, na primer litijev pegmatit za pegmatit, ki vsebuje litij ali njegove minerale, ali borov pegmatit za tiste, ki vsebujejo turmalin.
Zaradi težav pri pridobivanju značilnega vzorca pogosto ni nobene trdne osnove za razvrščanje pegmatitov po njihovi kemijski sestavi. Pegmatiti se zato pogosto razvrščajo v skupine po njihovi teksturi, orientaciji, spremljajočih mineralih in času nastanka.
Zaradi težav pri natančnem razvrščanju se pegmatiti pogosto označujejo tudi kot metamorfski, granitski ali metasomatski pegmatiti. Takšno razvrščanje temelji na  interpretaciji preiskujočega geologa.

## Nahajališča
Pegmatit se pojavlja po celem svetu, predvsem v velikik kratonih in v zelenih skrilavcih facij metamorfnih področij. Dobro dokumentirana so samo tista nahajališča, ki so gospodarsko zanimiva.
V metamorfnih področjih se v conah z majhnimi povprečnimi napetostmi in v conah raztezanja pegmatiti radi koncentrirajo okrog granitskih teles. Pogosto se nahajajo tudi v stičnih conah  granitov z nekaterimi grajznih in v skarnih.
Pegmatite in kamnine v stenah intruzij lahko predrejo aplitski in porfirski dajki in žile, pri čemer nastanejo v avreolah nekaterih granitov pomešani nizi felzičnih intruzivnih apofiz.